# اگرویسام
اگرویسام (به لاتین: Agroyesum) یک منطقهٔ مسکونی در غنا است که در منطقه آشانتی واقع شده‌است.

## خصوصیات
اگرویسام ۲۴۲ متر بالاتر از سطح دریا واقع شده‌است.